# سيد قائم علي شاه
سيد قائم علي شاه (بالإنجليزية: Syed Qaim Ali Shah)‏ (سبتمبر 1928 في باكستان - ) سياسي، ومحامي من باكستان. ينتمي إلى حزب الشعب الباكستاني. أصبح عضوًا في مجلس مقاطعة السند منذ 13 أغسطس 2018.